# سكوت د. أندرسون
سكوت د. أندرسون (بالإنجليزية: Scott D. Anderson)‏ هو طيار أمريكي، ولد في 2 مايو 1965 في بوسطن في الولايات المتحدة، وتوفي في 23 مارس 1999 في دولوث في الولايات المتحدة بسبب حوادث الطيران.